# 켤레사전분포
베이즈 확률론에서 사후확률을 계산함에 있어 사후 확률이 사전 확률 분포와 같은 분포 계열에 속하는 경우 그  사전확률분포를 켤레 사전분포(Conjugate Prior) 라고 부른다. 켤레 사전분포를 이용하면 사전확률분포의 (하이퍼) 파라미터를 업데이트하는 방식으로  사후확률을 계산할 수 있게 되어 계산이 간편해진다. 즉, 즉, 켤레 사전분포를 이용하지 못할 경우 수치적분을 해야 하는 것과 달리 해석적 적분으로 계산이 가능해진다.